# Hymenocallis franklinensis
Hymenocallis franklinensis är en amaryllisväxtart som beskrevs av Ger.L.Sm., L.C.Anderson och Flory. Hymenocallis franklinensis ingår i släktet Hymenocallis och familjen amaryllisväxter. Inga underarter finns listade i Catalogue of Life.